# Stema municipiului Iași
Stema municipiului Iași a fost adoptată în 2014. Aceasta se compune dintr-un scut triunghiular roșu cu marginile rotunjite. În interiorul scutului se află o cetate crenelată de argint; pe flancurile cetății se află două turnulețe, cu câte o fereastră deschisă, timbrate de câte o cruce cu brațe egale; în centrul cetății se află un turn înalt cu poarta și ferestrele închise. În mijlocul scutului, pe cetate, se află un ecuson roșu, încărcat cu un cal negru în galop spre stânga, având deasupra o coroană deschisă de aur. Scutul este timbrat de o coroană murală de argint cu 7 turnuri, din care iese capul de bour, al cărui gât este terminat în formă de lambrechini, totul negru; între coarnele bourului se află o stea de aur cu 8 raze.
Semnificația elementelor:
- Cetatea de argint perpetuează stema modernă a capitalei Moldovei, „turnul roman”, adoptat în anul 1851.
- Calul însoțit de coroană reprezintă emblema sigilară medievală a Iașilor, atestată în anul 1609.
- Cele două cruci simbolizează bisericile existente în incinta Curții Domnești, respectiv Sf. Gheorghe și Sf. Treime.
- Capul de bour al Moldovei, amplasat deasupra stemei, ieșind din coroana murală, subliniază statutul de capitală pe care Iașul l-a deținut vreme de 3 secole.
- Coroana murală cu 7 turnuri crenelate semnifică faptul că localitatea are rangul de municipiu-reședință de județ.